# 홍도항

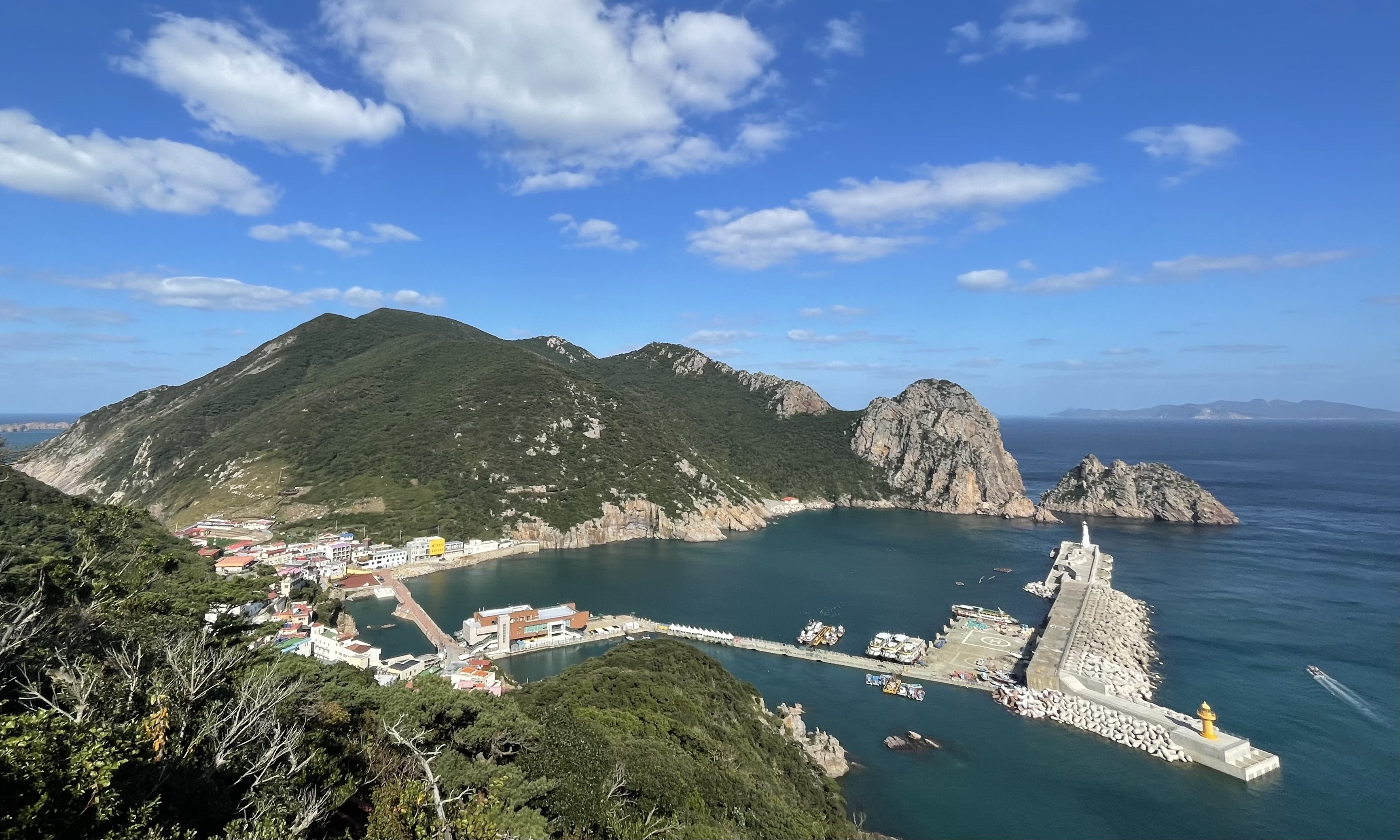
홍도항의 모습 (2023년)

홍도항(紅島港, UN/LOCODE: KR HDO)은 전라남도 신안군 흑산면 홍도리에 있는 대한민국의 항만이다. 홍도에서 가장 큰 취락인 죽항마을의 동남쪽 만입부에 자리하였다. 홍도항은 다도해해상국립공원을 대표하는 관광지의 관문으로써 그 중요성을 인정받아 1993년 지방관리연안항으로 지정되었다.
홍도항의 「항만법」 상 관리청은 전라남도지사이다.

## 현황

### 항만 구역
- 수상 구역: 북위 34도 40분 29.22초, 동경 125도 11분 36.09 지점과 북위 34도 40분 54.22초, 동경 125도 12분 00.09초 지점을 연결한 선 안의 해면.[1] 넓이 4.62 제곱킬로미터.

- 육상 구역: 신안군 흑산면 홍도리 6-3 등 10필지. 넓이 17,540.0 제곱미터.[2]

### 항만 시설

#### 제4차 항만기본계획

##### 2019년 현황
해양수산부 고시 제2020-231호 "제4차('21~'30) 전국 항만기본계획"에 따르면 2019년 12월 현재 홍도항이 갖춘 항만 시설은 다음과 같다:
- 여객부두: 50 m
- 소형선부두: 53 m
- 유람선부두: 100 m
- 북측선착장[3]: 162 m
- 방파제: 250 m
- 방파호안: 100 m
- 연결인도: 172 m
- 여객터미널: 1동

##### 2023년 완공
- 남측방파제: 60 m. 이로써 방파제 총 길이는 310 m가 되었다.

##### 미완공
- 여객부두: 60 m
- 소형선부두 94 m
- 화물선 선착장: 20 m

## 같이 보기
- 대한민국의 항만
- 홍도